# Upiu
Upiu ist ein altägyptischer Canidengott, der in den Pyramidentexten erwähnt wird. Sein Name bedeutet wahrscheinlich „Richter“, „der, welcher trennt, teilt“ oder „Öffner“. Er trug den Beinamen „der an der Spitze von Heliopolis steht“. Sein Kultort befand sich wahrscheinlich in der Region von Memphis. Während der Ptolemäerzeit war Upiu ein Beiname des Gottes Horus in Dendera.